# Jeffrey Thomas
Jeffrey Thomas est un acteur britannique né en  1955 à Llanelli au Pays de Galles.

## Filmographie

### Cinéma
- 1991 : Hunting : Larry Harris
- 2000 : The Shirt : Carl Berry
- 2012 : Le Hobbit : Un voyage inattendu : Thror
- 2013 : Le Hobbit : La Désolation de Smaug : Thror
- 2015 : Slow West : Union Officer
- 2015 : The Dead Room : Scott
- 2016 : Une vie entre deux océans
- 2017 : Cold Fish : Rex
- 2018 : À la dérive : Peter Crompton

### Télévision
- 1978-1980 : Close to Home : Juste Cause : Jerry (2 épisodes)
- 1980 : Stroke : Ken Jackson
- 1989-1991 : Shark in the Park : Inspecteur Brian Finn (29 épisodes)
- 1992 : Shortland Street : Ian Jeffries
- 1994-1995 : Surfers détectives : Jason Bridges (2 épisodes)
- 1995 : Xena, la guerrière : Cycnus (1 épisode)
- 1995 : Forgotten Silver : narrateur
- 1995-1999 : Hercule : Jason et Bellicus (16 épisodes)
- 1998-1999 : The Adventures of Swiss Family Robinson : Samuel Scaggs (6 épisodes)
- 2000-2002 : Dark Knight : Mordour (11 épisodes)
- 2001-2002 : Mercy Peak : William Kingsley (32 épisodes)
- 2007-2008 : Outrageous Fortune : Vern (4 épisodes)
- 2008-2009 : Legend of the Seeker : L'Épée de vérité : George Cypher (2 épisodes)
- 2011 : Spartacus : Les Dieux de l'arène : Titus (5 épisodes)
- 2012 : Spartacus : Le Sang des gladiateurs : Titus Batiatus (1 épisode)
- 2018 : Ash vs. Evil Dead : Stanley Gibson (1 épisode)
- 2019 : The Gulf : Doug Bennington (6 épisodes)